# Ophiodermella
Ophiodermella é um gênero de gastrópodes pertencente a família Borsoniidae.

## Espécies
As espécies do gênero Ophioderma incluem:
- Ophiodermella akkeshiensis (Habe, 1958)[2]
- Ophiodermella cancellata (Carpenter, 1864)[3]
- Ophiodermella fancherae (Dall, 1903)[4]
- Ophiodermella grippi (Dall, 1919)[5]
- Ophiodermella inermis (Reeve, 1843)[6]
- Ophiodermella ogurana (Yokoyama, 1922)

Espécies trazidas para a sinonímia
- †Ophiodermella bella Ozaki, 1958: sinônimo de Retimohnia bella (Ozaki, 1958) (combinação original)
- Ophiodermella incisa (Carpenter, 1864): sinônimo de Ophiodermella inermis (Reeve, 1843)
- Ophiodermella montereyensis Bartsch, 1944: sinônimo de Ophiodermella inermis (Reeve, 1843)